# Edmond Hoyle
Edmond Hoyle (1672 – Londra, 29 agosto 1769) è stato uno scrittore inglese, noto per essere stato il primo teorico dei giochi di carte, avendo ordinato in modo sistematico le tecniche di gioco e le regole.
Hoyle studiò giurisprudenza, divenendo in seguito barrister. Si occupava anche di impartire ai membri dell'alta società inglese lezioni di whist, un gioco di carte in voga in Inghilterra nel diciottesimo e diciannovesimo secolo.
Scrisse il volume A Short Treatise on the Game of Whist, Containing the Laws of the Game and also Some Rules Whereby a Beginner May with Due Attention to Them, Attain to the Playing it Well (1742, tradotto in francese nel 1764 e in tedesco nel 1768), nel quale non solo uniformò le regole del whist, ma spiegò anche gli approcci tecnici per conseguire le vittorie. Il suo trattato rimase punto di riferimento regolamentare universale fino al 1864, anno in cui i club da gioco "Portland Club" e "Arlington Club" di Portland adottarono un nuovo codice.
Nel 1743 codificò e uniformò le regole del backgammon nel suo Short Treatise on the Game of Backgammon; nel 1744 scrisse le regole del piquet; nel 1761 scrisse un trattato sugli scacchi.
La sua autorità in tema di giochi di carte era talmente elevata che l'espressione "according to Hoyle" (in italiano: "secondo quanto afferma Hoyle") è entrata nell'uso comune della lingua inglese, ad indicare una stretta conformità alle regole.
Morì a Londra nel 1769 all'età di 97 anni. Per il suo contributo fondamentale nello sviluppo dei giochi di carte, nel 1979 fu inserito nel Poker Hall of Fame.

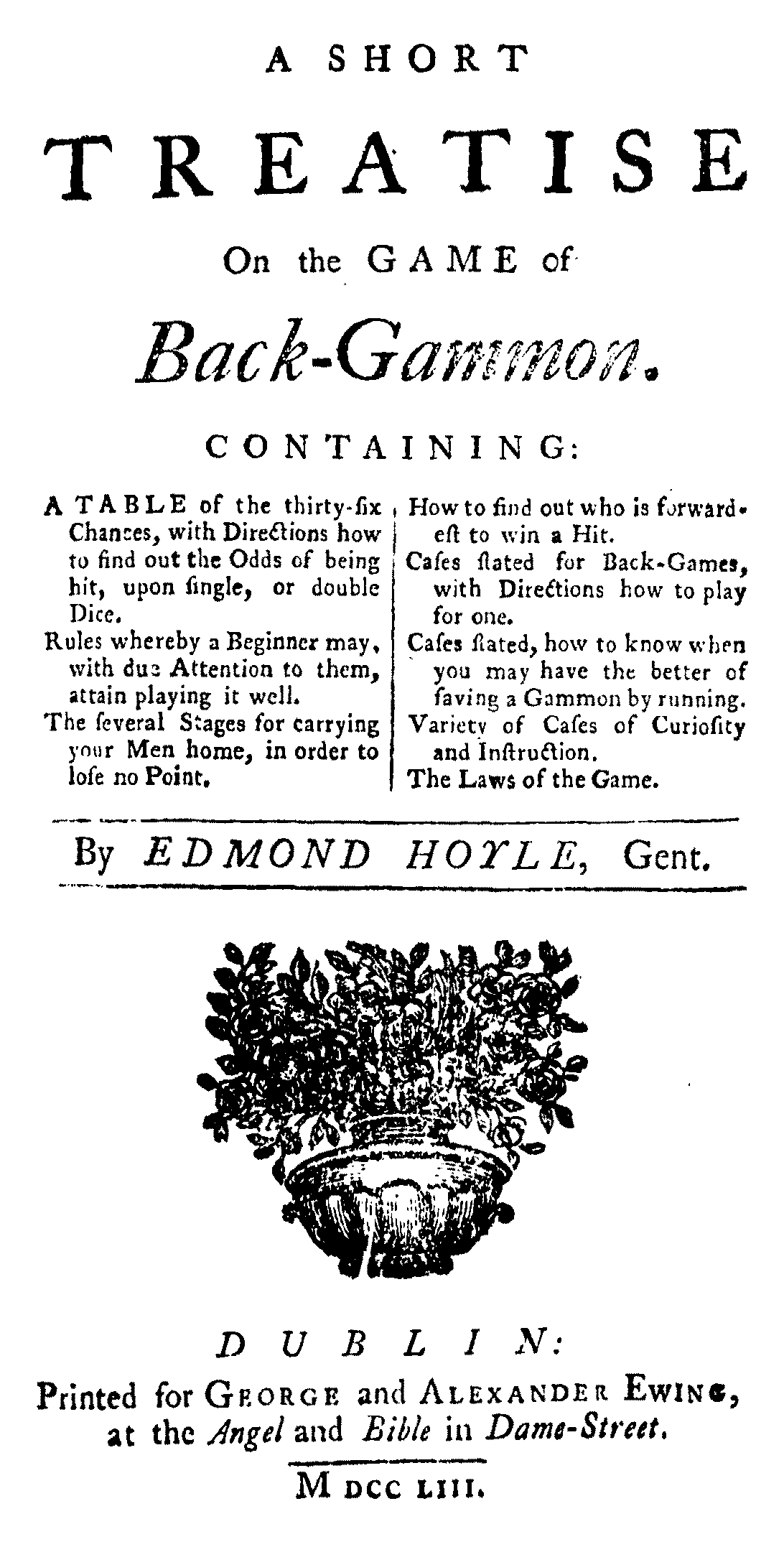
Il trattato sul Backgammon del 1743